# Raid (Militäraktion)
Ein Raid (engl. für „Überfall, Beutezug“) ist eine militärische Taktik; die Bezeichnung wird hauptsächlich in der englischen Sprache verwendet. Ein Raid ist in der Regel eine kleinere Militäraktion, bei der es gilt, in einem Überfall auf gegnerisches Territorium einzudringen, um Informationen zu sammeln, den Gegner zu verwirren, Gefangene zu nehmen, Ausrüstung zu erbeuten oder um bestimmte Einrichtungen zu zerstören. Der Raid ist nicht auf die dauerhafte Eroberung und Kontrolle von Gebiet ausgelegt und endet in einem geplanten Rückzug.
Beispiele:
- Grierson's Raid (1863), der als Vorlage für den Film „Der letzte Befehl“ diente
- Jameson Raid (1895)
- Raid auf Scarborough, Hartlepool und Whitby (1914)
- Gotland-Raid (1915)
- Dieppe Raid (1942)
- Raid auf Tazinskaja (1942)
- im Zweiten Weltkrieg führte die sowjetische Kavallerie zahlreiche Raids ins deutsche Hinterland durch
- Raid vom 3. Oktober 1993 in der Schlacht von Mogadischu, auf denen der Kriegsfilm „Black Hawk Down“ von Regisseur Ridley Scott basiert

Im sowjetischen Militär hieß der Begriff russisch Рейд, zu deutsch: Streifzug bzw. Handlungen im Rücken des Gegners. Er wurde definiert als zügiger Vormarsch und Gefechtshandlungen von hochbeweglichen Einheiten auf in der Regel im Voraus festgelegten Marschrouten im Rücken des Gegners um wichtige Objekte zu vernichten, die Arbeit des Nachrichtenwesens, der Führungsstellen und Rückwärtigen Dienste zu desorganisieren, Verkehrsverbindungen zu stören, Panik zu verbreiten, Kräfte des Gegners von wichtigeren Aufgaben abzulenken und die Partisanenbewegung zu unterstützen. Kennzeichen sind Überraschung, Verwegenheit, Schnelligkeit und Entschlossenheit.